# Imperata cheesemanii
Imperata cheesemanii är en gräsart som beskrevs av Eduard Hackel. Imperata cheesemanii ingår i släktet Imperata och familjen gräs. Inga underarter finns listade i Catalogue of Life.